# Notocordi
El notocordi és un cordó fi que es desenvolupa a partir de la paret dorsal de l'intestí durant la fase embrionària i que s'estén en sentit longitudinal al llarg de tot el cos, paral·lel al sistema nerviós central. Es tracta de la principal característica anatòmica que permet diferenciar els cordats dels animals més primitius i dels més evolucionats, com ara els homínids.